# Catalogus illustrium virorum Germaniae

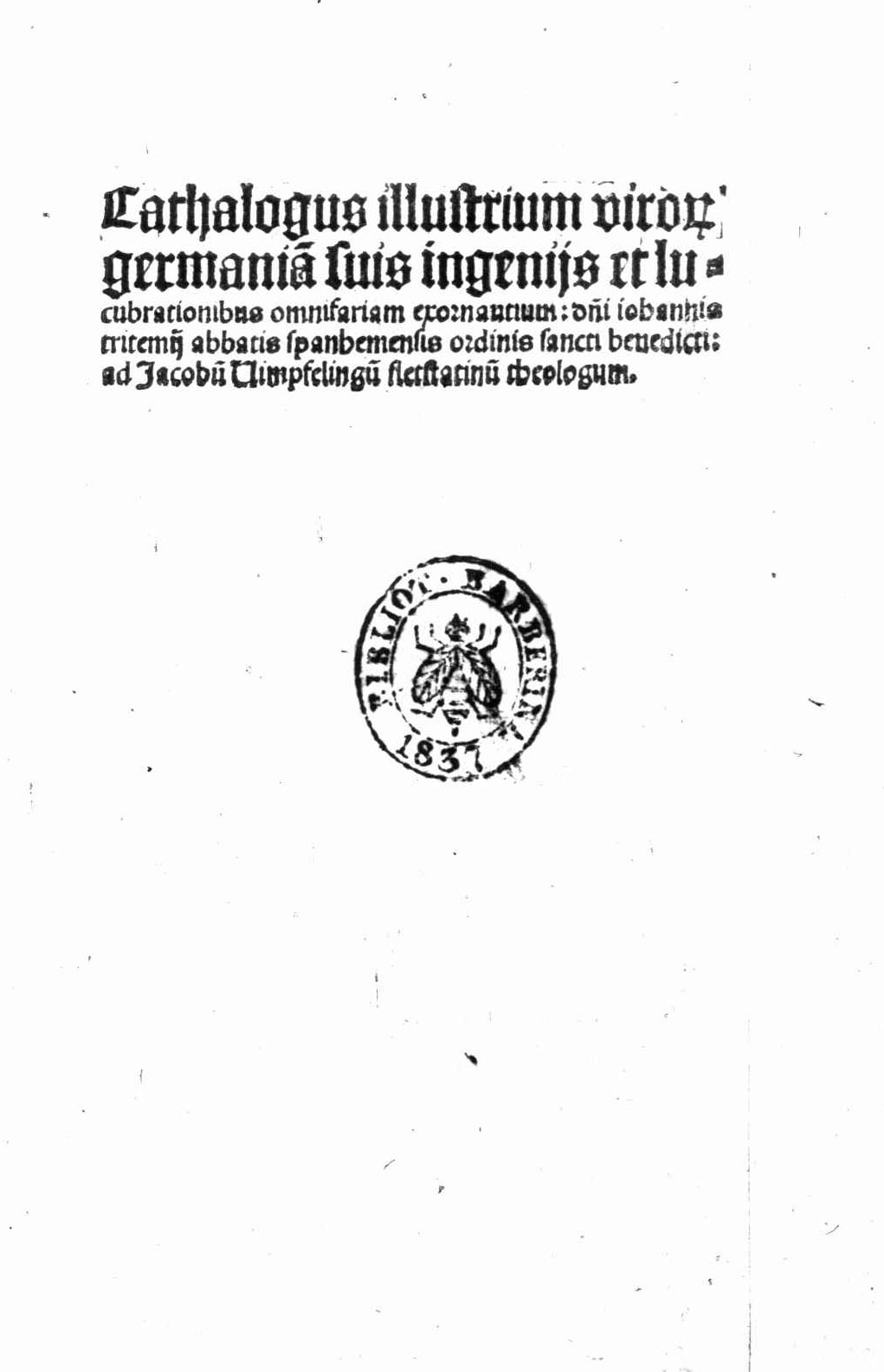
Titelblatt der Erstausgabe von 1495

Catalogus illustrium virorum Germaniae (deutsch: Katalog der berühmten Männer Deutschlands) ist der Kurztitel des 1495 erschienenen Werks Cathalogus illustrium virorum germaniam suis ingenijs et lucubrationibus omnifariam exornantium (deutsch: Katalog der berühmten Männer, die Deutschland durch ihre Talente und Werke allseitig schmücken) des Abtes Johannes Trithemius. Es handelt sich um das bedeutendste Schriftstellerverzeichnis des Humanismus im Heiligen Römischen Reich und wurde zum Vorbild für viele andere Werke. 

## Geschichte
Der Catalogus illustrium virorum Germaniae entstand gleichzeitig mit dem bedeutenderen De scriptoribus ecclesiasticis, einem Schriftstellerkatalog des Benediktinerordens. Trithemius hatte bemerkt, dass dieser Orden, dem er selbst angehörte, anders als die anderen Klostergemeinschaften noch kein Schriftstellerverzeichnis besaß. Im Zuge der Arbeit am benediktinischen Schriftstellerverzeichnis wurde Trithemius von mehreren Seiten darin bestärkt, ein allgemeines Schriftstellerverzeichnis anzulegen. Insbesondere der befreundete Jakob Wimpfeling drängte den Abt zu einer Parallelveröffentlichung des Verzeichnisses. Klaus Arnold vermutete, dass für die Entscheidung auch ein „germanischer“ Nationalstolz eine Rolle spielte. In seinem Vorwort, das Wimpfeling gewidmet war, betonte Trithemius, die erste „deutsche“ Literaturgeschichte vorzulegen.
Die Bemühungen Wimpfelings schlugen sich auch in den frühen Versuchen nieder, das Werk zu veröffentlichen. So schrieb der Dichter einen Brief an den Verleger Johann Amerbach aus Basel, in dem er ihm seinen Plan vorlegte, Trithemius’ Schriftstellerverzeichnis zusammen mit der „Epitome“ des Sebastian Murrho zu publizieren. Wimpfeling griff in der Folge auch selbst in den Aufbau des Werkes ein und fügte 16 weitere Persönlichkeiten hinzu, vor allem Päpste deutscher Herkunft sowie den Humanisten Gregor Heimburg. Allerdings dauerte es noch bis in den Sommer 1495, bis das Werk in Druck gehen konnte. Zuvor bewarb Trithemius selbst das Buch in einem Brief, den er im April 1495 an Konrad Celtis schrieb. 
Das Werk wurde von Trithemius’ Hausdrucker Peter Friedberg in Mainz veröffentlicht. Auch nach der Drucklegung des Werks nahm Trithemius immer wieder Veränderungen an seinem Handexemplar vor. So fügte er beispielsweise einen biografischen Abriss über Lampert von Hersfeld und Konrad Peutinger hinzu. Der Schriftstellerkatalog wird in der Forschung zumeist gemeinsam mit dem bereits 1492 fertiggestellten Katalog De laudibus ordinis fratrum Carmelitarum genannt. Zusammen mit dem Katalog des Benediktinerordens erfuhr der Catalogus illustrium virorum Germaniae eine reiche Rezeption. So lehnten sich die Kataloge des Johannes Butzbach aus den Jahren 1508 bis 1513 und das Chronicon ecclesiasticum des Nikolaus von Siegen (um 1495) eng an das Vorbild an.

## Inhalt
Der auf Latein verfasste Schriftstellerkatalog des Johannes Trithemius weist eine klassische Dreiteilung auf. In einem Prolog weist der Autor auf die mit der Anlage des Werkes verbundenen Ziele hin. Trithemius betont, dass er den anderen Völkern die großen Schriftsteller des Heiligen Römischen Reiches Deutscher Nation vorführen wolle. Hierzu habe er vor allem Männer ausgewählt, die sich seit der Ausbreitung des Christentums schriftstellerisch hervorgetan hätten. Dabei betont Trithemius, dass der Katalog sicherlich keine Vollständigkeit erreichen könne. Der Auswahl der ca. 300 Namen liegt dann auch das bereits zuvor veröffentlichte Verzeichnis der Schriftsteller des Benediktinerordens zugrunde. Besondere Bedeutung für die Humanismusforschung haben die ebenfalls in die Liste aufgenommenen Zeitgenossen des Autors.
Das Werk beginnt mit den Schreibern der karoliginischen Renaissance. Neben Einhard erwähnt Trithemius in einem biografischen Abriss Haimo von Halberstadt, Frechulf von Lisieux, Hrabanus Maurus, Walahfrid Strabo und viele andere. Ein Novum stellt hierbei die Aufnahme Karls des Großen in den Kreis der Schriftsteller dar. Einzige Ausnahmen von der Prämisse, nur männliche Schriftsteller zu verzeichnen, stellen die Kurzbiografien der Hrotsvith von Gandersheim, Elisabeth von Schönau und Hildegard von Bingen dar. Neben den Persönlichkeiten seines Umkreises wie Nikolaus von Cues, Rudolf Agricola, Johannes Busch, Sebastian Murrho und Jakob Wimpfeling nahm Trithemius auch sich selbst in das Schriftstellerverzeichnis auf. Wegen der großen Zahl der aufgenommenen Personen verzichtete Trithemius auf einen Abdruck der Incipits der Werke, wie er noch im Ordenskatalog vorhanden ist.

## Exemplare
Der Catalogus illustrium virorum Germaniae erschien im Jahr 1495 bei Peter Friedberg in Mainz erstmals im Druck. Zu Beginn des 17. Jahrhunderts wurde er vom Juristen Marquard Freher in dessen Trithemius-Sammlung Opera historica aufgenommen. Dieser Druck ist in vielen Bibliotheken vorhanden und wurde im Zuge der Digitalisierung von Frehers Werk auch online zugänglich gemacht. Die von Trithemius als Grundlage des Werks verwendete Handschrift ist in zwei Varianten erhalten. Das sogenannte Sponheimer Exemplar ist heute in der Murhardschen Bibliothek der Stadt Kassel zu finden. Aus Trithemius’ Würzburger Zeit stammt das sogenannte Handexemplar, das mit einigen Nachträgen versehen wurde, heute allerdings nicht mehr vollständig erhalten ist. Es befindet sich in der Universitätsbibliothek Würzburg.